# Vương quốc Đông Hungary
Vương quốc Đông Hungary (tiếng Hungary: keleti Magyar Királyság) là một thuật ngữ hiện đại do một số nhà sử học đặt ra để chỉ vương quốc của John Zápolya và con trai ông là John Sigismund Zápolya, người đã tranh chấp yêu sách của Nhà Habsburg để cai trị Vương quốc Hungary từ năm 1526 đến 1570. Nhà Zápolyas cai trị một phần phía Đông của Hungary, và các vị vua Habsburg (Ferdinand và Maximilian) cai trị phía Tây. Habsburg đã nhiều lần cố gắng thống nhất toàn bộ Hungary dưới sự cai trị của họ, nhưng Đế quốc Ottoman đã ngăn cản điều đó bằng cách ủng hộ Vương quốc Đông Hungary.
Phạm vi chính xác của vương quốc Zápolya chưa bao giờ được giải quyết vì cả Habsburgs và Zápolyas đều tuyên bố toàn bộ vương quốc. Một sự phân chia lãnh thổ tạm thời được thực hiện trong Hiệp ước Nagyvárad năm 1538. Vương quốc Đông Hungary được một số nhà sử học coi là tiền thân của Thân vương quốc Transylvania (1570–1711), được thành lập theo Hiệp ước Speyer (1570).